# معدن کوه
معدن کوه یک روستا در ایران است که در دهستان پیشخور واقع شده‌است. معدن کوه ۱۰۹ نفر جمعیت دارد.
نام قدیمی و محلی این روستا ملک آباد بوده است که به مرور زمان از جمعیت آن کاسته و خانه های آن ویران شده و نام آن در گذر زمان از ملک آباد به مرگخرابه تغییر یافت. در نام گذاری های محلی به این نام مشهور است و معدن کوه نامی است که دولت جمهوری اسلامی ایران به علت وجود معدن آهک در جوار روستا این نام را برگزید.